# Второй кабинет Фредериксен
Второй кабинет Фредериксен сформирован 15 декабря 2022 года и сменил первый кабинет Фредериксен после парламентских выборов в Дании в 2022 году. Это коалиционное правительство, состоящее из Социал-демократов, Либеральной партии Дании («Венстре») и «Умеренных».

## Список министров
В состав кабинета Фредериксен входят премьер-министр и 22 министра:
| Второй кабинет Фредериксен                                                                                        |                          |                                   |                  |
| Пост | Имя                      | Период полномочий                 | Партия           |
| Премьер-министр                                                                                                   | Метте Фредериксен        | с 15 декабря 2022                 | Социал-демократы |
| Вице-премьер | Якоб Эллеманн-Енсен      | 15 декабря 2022 — 23 октября 2023 | «Венстре»        |
| Вице-премьер | Троэльс Лунд Поульсен    | с 23 октября 2023                 | «Венстре»        |
| Министр обороны                                                                                                   | Якоб Эллеманн-Енсен      | 15 декабря 2022 — 22 августа 2023 | «Венстре»        |
| Министр обороны                                                                                                   | Троэльс Лунд Поульсен    | с 22 августа 2023                 | «Венстре»        |
| Министр иностранных дел                                                                                           | Ларс Лёкке Расмуссен     | с 15 декабря 2022                 | «Умеренные»      |
| Министр финансов                                                                                                  | Николай Ваммен           | с 15 декабря 2022                 | Социал-демократы |
| Министр внутренних дел и здравоохранения                                                                          | Софи Лёде                | с 15 декабря 2022                 | «Венстре»        |
| Министр юстиции                                                                                                   | Петер Хуммельгор         | с 15 декабря 2022                 | Социал-демократы |
| Министр культуры                                                                                                  | Якоб Энгель-Шмидт        | с 15 декабря 2022                 | «Умеренные»      |
| Министр экономики                                                                                                 | Троэльс Лунд Поульсен    | 15 декабря 2022 — 22 августа 2023 | «Венстре»        |
| Министр экономики                                                                                                 | Якоб Эллеманн-Енсен      | 22 августа — 23 октября 2023      | «Венстре»        |
| Министр экономики                                                                                                 | Троэльс Лунд Поульсен    | 23 октября — 23 ноября 2023       | «Венстре»        |
| Министр экономики                                                                                                 | Стефани Лосе             | с 23 ноября 2023                  | «Венстре»        |
| Министр бизнеса                                                                                                   | Мортен Бёдсков           | с 15 декабря 2022                 | Социал-демократы |
| Министр по вопросам сотрудничества в целях развития и глобальной климатической политики                           | Дан Йёргенсен            | 15 декабря 2022 — 29 августа 2024 | Социал-демократы |
| Министр по вопросам окружающей среды                                                                              | Магнус Хеунике           | с 15 декабря 2022                 | Социал-демократы |
| Министр по вопросам гендерного равенства                                                                          | Марие Бьерре             | 15 декабря 2022 — 23 ноября 2023  | «Венстре»        |
| Министр по вопросам гендерного равенства                                                                          | Миа Вагнер               | 23 ноября — 7 декабря 2023        | «Венстре»        |
| Министр по вопросам гендерного равенства                                                                          | Марие Бьерре             | 7 декабря 2023 — 29 августа 2024  | «Венстре»        |
| Министр по вопросам гендерного равенства                                                                          | Магнус Хеунике           | с 29 августа 2024                 | Социал-демократы |
| Министр занятости                                                                                                 | Ане Хальсбоэ-Йёргенсен   | с 15 декабря 2022                 | Социал-демократы |
| Министр по делам детей и образования                                                                              | Маттиас Тесфайе          | с 15 декабря 2022                 | Социал-демократы |
| Министр по делам иностранцев и интеграции                                                                         | Кааре Дибвад             | с 15 декабря 2022                 | Социал-демократы |
| Министр по вопросам трёхстороннего зеленого соглашения                                                            | Йеппе Бруус              | с 29 августа 2024                 | Социал-демократы |
| Министр продовольствия, сельского хозяйства и рыболовства                                                         | Якоб Енсен               | с 15 декабря 2022                 | Социал-демократы |
| Министр транспорта                                                                                                | Томас Даниэльсен         | с 15 декабря 2022                 | «Венстре»        |
| Министр высшего образования и науки                                                                               | Кристина Эгелунн         | с 15 декабря 2022                 | «Умеренные»      |
| Министр по делам пожилых людей                                                                                    | Метте Кьеркегор          | с 15 декабря 2022                 | «Умеренные»      |
| Министр климата, энергетики и инфраструктуры                                                                      | Ларс Огор                | с 15 декабря 2022                 | «Умеренные»      |
| Министр европейских дел                                                                                           | Марие Бьерре             | с 29 августа 2024                 | «Венстре»        |
| Министр по делам городов и сельской местности, министр церкви и министр по вопросам сотрудничества Северных стран | Луиза Шак Эльхольм       | 15 декабря 2022 — 23 ноября 2023  | «Венстре»        |
| Министр по делам городов и сельской местности, министр церкви и министр по вопросам сотрудничества Северных стран | Мортен Далин             | с 23 ноября 2023                  | «Венстре»        |
| Министр общественной безопасности и готовности к чрезвычайным ситуациям                                           | Торстен Шак Педерсен     | с 29 августа 2024                 | «Венстре»        |
| Министр социальных дел и жилищного строительства                                                                  | Пернилле Розенкранц-Тейл | 15 декабря 2022 — 29 августа 2024 | Социал-демократы |
| Министр социальных дел и жилищного строительства                                                                  | Софи Хесторп Андерсен    | с 29 августа 2024                 | Социал-демократы |
| Министр по налогам                                                                                                | Йеппе Бруус              | 15 декабря 2022 — 29 августа 2024 | Социал-демократы |
| Министр по налогам                                                                                                | Расмус Стоклунн          | с 29 августа 2024                 | Социал-демократы |
| Министр по цифровизации                                                                                           | Марие Бьерре             | 15 декабря 2022 — 23 ноября 2023  | «Венстре»        |
| Министр по цифровизации                                                                                           | Миа Вагнер               | 23 ноября — 7 декабря 2023        | «Венстре»        |
| Министр по цифровизации                                                                                           | Марие Бьерре             | 7 декабря 2023 — 29 августа 2024  | «Венстре»        |
| Министр по цифровизации                                                                                           | Каролине Стаге           | с 29 августа 2024                 | «Умеренные»      |